# Cameraria fasciella
Cameraria fasciella là một loài bướm đêm thuộc họ Gracillariidae. Nó được tìm thấy ở Hoa Kỳ (Kentucky và Ohio).
Sải cánh dài 6–7 mm.
Ấu trùng ăn Quercus species, bao gồm Quercus tinctoria và Quercus velutina. Chúng ăn lá nơi chúng làm tổ.